# Bebauungsplan (Österreich)
Ein Bebauungsplan regelt in Österreich die Art und Weise der möglichen Bebauung von parzellierten Grundstücken und die Nutzung der in diesem Zusammenhang stehenden von einer Bebauung frei zu haltenden Flächen.
In Österreich  basiert ein Bebauungsplan auf dem Flächenwidmungsplan und ergeht als Verordnung der Gemeinde. In diesem wird festgelegt, wie jedes Grundstück im Bauland und teilweise darüber hinaus, bebaut werden darf. Insbesondere werden die zulässigen Bauweisen, Bauhöhen und Baulinien sowie Verlauf und Breite der Verkehrsflächen festgeschrieben.
Die Raumplanung in Österreich fällt ausschließlich in die Kompetenz der Länder. Jedes der neun Länder hat daher zur Bebauungsplanung ein eigenes Raumordnungsgesetz mit teilweise höchst unterschiedlichen Regelungsinhalten. So sind in manchen Bundesländern Bebauungspläne flächendeckend über das gesamte Bauland zu erlassen, in anderen hingegen bleiben sie als Teilbebauungspläne auf besonders regelungsbedürftige Flächen beschränkt.
Weitere Unterschiede zwischen den Bundesländern betreffen die Definition von Begriffen wie Grenz- und Fluchtlinien, Bebauungsdichte und -masse sowie Anzahl und Bestimmung von Abstufungen (wie Grund- und Hauptstufe der Bebauungsplanung, Bebauungsrichtlinien).